# 毛瓣小白巢蛾
毛瓣小白巢蛾（学名：Thecobathra basilobata）为巢蛾科小白巢蛾屬下的一个种。